# Catamergus kickapoo
Catamergus kickapoo är en insektsart som först beskrevs av Hottes och Theodore Henry Frison 1931.  Catamergus kickapoo ingår i släktet Catamergus och familjen långrörsbladlöss. Inga underarter finns listade i Catalogue of Life.